# Ivanhoe (film fra 1982)
 For alternative betydninger, se Ivanhoe (flertydig). (Se også artikler, som begynder med Ivanhoe)
Ivanhoe er en engelsk tv-film fra 1982 instrueret af Douglas Camfield.
Dele af filmen blev indspillet på Alnwick Castle i Northumberland.

## Medvirkende
- Anthony Andrews – Sir Wilfred of Ivanhoe
- Sam Neill – Sir Brian de Bois-Guilbert
- John Rhys-Davies – Sir Reginald Front-de-Boeuf
- James Mason – Isaac of York
- Olivia Hussey – Rebecca of York
- Julian Glover – Richard Løvehjerte